# Berdeniella thomasi
Berdeniella thomasi és una espècie d'insecte dípter pertanyent a la família dels psicòdids que es troba a Europa: Espanya i França.